# Södra Råda
Södra Råda este o arie protejată (arie specială de conservare — SAC, sit de importanță comunitară — SCI) din Suedia întinsă pe o suprafață de 43 ha, integral pe uscat.

## Localizare
Centrul sitului Södra Råda este situat la coordonatele 59°54′09″N 18°49′42″E / 59.9026°N 18.8284°E.

## Înființare
Situl Södra Råda a fost declarat sit de importanță comunitară în iunie 2001 pentru a proteja 2 specii de plante. Situl a fost protejat și ca arie specială de conservare în martie 2011.

## Biodiversitate
Situată în ecoregiunea boreală, aria protejată conține 2 habitate naturale: Taiga vestică, Păduri fino-scandinave bogate în ierburi cu Picea abies.
La baza desemnării sitului se află mai multe specii protejate de  plante (2): Buxbaumia viridis, papucul doamnei (Cypripedium calceolus).